# Pablo Cuevas
Pablo Gabriel Cuevas Urroz (Concordia, Entre Ríos, Argentina, 1 de gener de 1986) és un tennista professional uruguaià d'origen argentí.
Va sortir campió de doble masculí al torneig de Roland Garros 2008 al costat del peruà Luis Horna. En simple, també va tenir una participació destacada a l'International German Open 2009, on va arribar a les semifinals després de vèncer a Björn Phau, Jürgen Melzer, Philipp Kohlschreiber i Nicolás Almagro i abans de ser derrotat per Paul-Henri Mathieu. Cuevas també va ser el principal tennista uruguaià a la Copa Davis.

## Palmarès

### Títol en simple
Cap

### Finals perdudes en simple
Cap

### Títols en doble (4)
|   | Data     | Nom i lloc del torneig       | Superfície   | Parella           | Finalistes                         | Puntuació        | Taula |
| 1 | 08/06/08 | Roland Garros, París         | Terra batuda | Luis Horna        | Daniel Nestor · Nenad Zimonjić     | 6-2, 6-3         | Taula |
| 2 | 08/02/09 | Movistar Open, Viña del Mar  | Terra batuda | Brian Dabul       | František Čermák · Michal Mertiňák | 6-3, 6-3         | Taula |
| 3 | 19/10/09 | ATP Kremlin Cup, Moscou      | Dur (int.)   | Marcel Granollers | František Čermák · Michal Mertiňák | 4-6, 7-5, [10-8] | Taula |
| 4 | 08/02/10 | Brasil Open, Costa do Sauipe | Terra (ext.) | Marcel Granollers | Łukasz Kubot · Oliver Marach       | 7-5, 6-4         | Taula |

### Finals perdudes en doble (2)
|   | Data     | Nom i lloc del torneig                       | Superfície   | Guanyadors                        | Parella           | Puntuació        | Taula |
| 1 | 14/04/08 | U.S. Men's Clay Court Championships, Houston | Terra batuda | Rainer Schüttler · Ernests Gulbis | Marcel Granollers | 6-4, 1-6, 7-5    | Taula |
| 2 | 03/05/10 | Estoril Open, Estoril                        | Terra (ext.) | Marc López · David Marrero        | Marcel Granollers | 6-7, 6-4, [10-4] | Taula |

## Finalistes en el torneig Grand Chelem

### En simple
| Any  | Open d'Austràlia | Open d'Austràlia | Roland Garros   | Roland Garros       | Wimbledon       | Wimbledon    | US Open         | US Open          |
| 2007 | -                | -                | -               | -                   | -               | -            | 1a volta (1/64) | Andy Murray      |
| 2008 | -                | -                | 1a volta (1/64) | Fernando González   | -               | -            | 1a volta (1/64) | Gaël Monfils     |
| 2009 | -                | -                | -               | -                   | 2a volta (1/32) | Jesse Levine | 2a volta (1/32) | Daniel Koellerer |
| 2010 | 1a volta (1/64)  | Feliciano López  | 1a volta (1/64) | Juan Carlos Ferrero | -               | -            | 2a volta (1/32) | Mardy Fish       |
| 2011 | 1a volta (1/64)  | Frederico Gil    | 1a volta (1/64) | Antonio Veić        |                 |              |                 |                  |

### En doble
| Any  | Open d'Austràlia                  | Open d'Austràlia                     | Roland Garros                   | Roland Garros                       | Wimbledon                        | Wimbledon                      | US Open                              | US Open                        |
| 2007 | -                                 | -                                    | 3a volta (1/8) · Carlos Berlocq | Michael Kohlmann · Rainer Schüttler | -                                | -                              | 2a volta (1/16) · Werner Eschauer    | Jonathan Erlich · Andy Ram     |
| 2008 | -                                 | -                                    | Victòria · Luis Horna           | Daniel Nestor · Nenad Zimonjic      | -                                | -                              | 2a volta (1/16) · Luis Horna         | Rik De Voest · Ashley Fisher   |
| 2009 | -                                 | -                                    | 3a volta (1/8) · Luis Horna     | Ígor Kunitsin · Dmitri Tursunov     | 1a volta (1/32) · Leonardo Mayer | Travis Parrott · Filip Polasek | 3a volta (1/8) · Juan Ignacio Chela  | Ivan Ljubičić · Michaël Llodra |
| 2010 | -                                 | -                                    | -                               | -                                   | -                                | -                              | 2a volta (1/16) · Juan Ignacio Chela | Marcelo Melo · Bruno Soares    |
| 2011 | 1a volta (1/32) · Eduardo Schwank | Pablo Andújar · Daniel Gimeno-Traver | 1a volta (1/32) · Lukáš Dlouhý  | Máximo González · Kei Nishikori     |                                  |                                |                                      |                                |